# آلپ‌پیهاریو
آلپْ‌پیهاریو (به فنلاندی: Alppiharju) یک منطقهٔ مسکونی در فنلاند است که در ناحیه اصلی مرکزی هلسینکی واقع شده‌است. آلپ‌پیهاریو ۰٫۸۷ کیلومتر مربع مساحت و ۱۱٬۴۸۱ نفر جمعیت دارد.